# Lễ hội nhảy lửa (người Pà Thẻn)
Lễ hội nhảy lửa là một lễ hội của đồng bào dân tộc Pà Thẻn. Một sinh hoạt văn hóa mang tính tâm linh, có sức mạnh phi thường dám đương đầu với nguy hiểm, xua đuổi tà ma, bệnh tật.

## Thời gian
Lễ nhảy lửa thường được tổ chức vào cuối năm, khi thời tiết đang bước vào thời kỳ khắc nghiệt nhất của mùa đông.

## Chuẩn bị
Thầy mo ngồi trên một chiếc ghế dài để cúng thần linh. Gõ hai vật bằng sắt, phát ra những âm thanh gấp gáp, liên tục. Liên tục từ năm đến bảy giờ đồng hồ như vậy. Thường trước mỗi buổi lễ, thầy mo phải cúng thần linh, để cho phép người Pà Thẻn có được sức mạnh phi thường để nhảy vào đống lửa.
Thông thường, việc cúng phải bắt đầu trước lễ nhảy lửa khoảng bốn giờ đồng hồ. Đống lửa sẽ giúp mang lại sự ấp áp, mừng cho một vụ thu hoạch hoa màu vừa kết thúc và cầu thần linh phù hộ cho an khang thịnh vượng cũng như xua đuổi tà ma, bệnh tật và cầu cho vụ mùa mới bội thu.

## Phần lễ hội
Có một vòng người trên chiếc sân rộng. Đống lửa đang cháy rừng rực ở giữa sân. Tiếng gõ của ông thầy mo vẫn vang lên mỗi lúc một gấp gáp hơn. Nhiều thanh niên Pà Thẻn bắt đầu tụ tập xung quanh thầy mo và lần lượt thay nhau ngồi lên chiếc ghế dài. Trong phút chốc, họ rung bần bật, người cúi xuống và bắt đầu nhảy lên từng lần một, cùng lúc bằng cả hai chân. Trong khi đó, một người khác thì chạy vòng xung quanh sân, thỉnh thoảng lại bốc lên tay một viên than hồng cho vào miệng nhai, người này luôn ăn than và khi đã đến một độ nào đó, mới nhảy vào luôn.
Những thanh niên cúi gập người, nhảy lò cò bằng cả hai chân trên cát xung quanh đống lửa. Họ bắt đầu từ việc đưa tay vào bới đống lửa. Nhảy hẳn vào đống lửa và lại nhảy ra trong tiếng hò reo cuồng nhiệt của mọi người. Than đỏ văng tứ tung ra chung quanh. Ngọn lửa như lại bốc cao hơn, ngùn ngụt bởi những tàn than đỏ đang bay lên. Cứ như thế liên tục, những thanh niên, trong tiếng gõ của thầy mo nhảy vào lửa và có người còn nằm hẳn trên đống lửa rồi mới nhảy ra ngoài.
Người Pà Thẻn cho biết: bất cứ người dân Pà Thẻn nào cũng có thể nhảy vào lửa miễn là thầy mo đã cúng và nhập cho họ một sức mạnh nào đó. Sức mạnh của thần linh sẽ che chở và bảo vệ họ không bị bỏng.